# Seto-Keramik

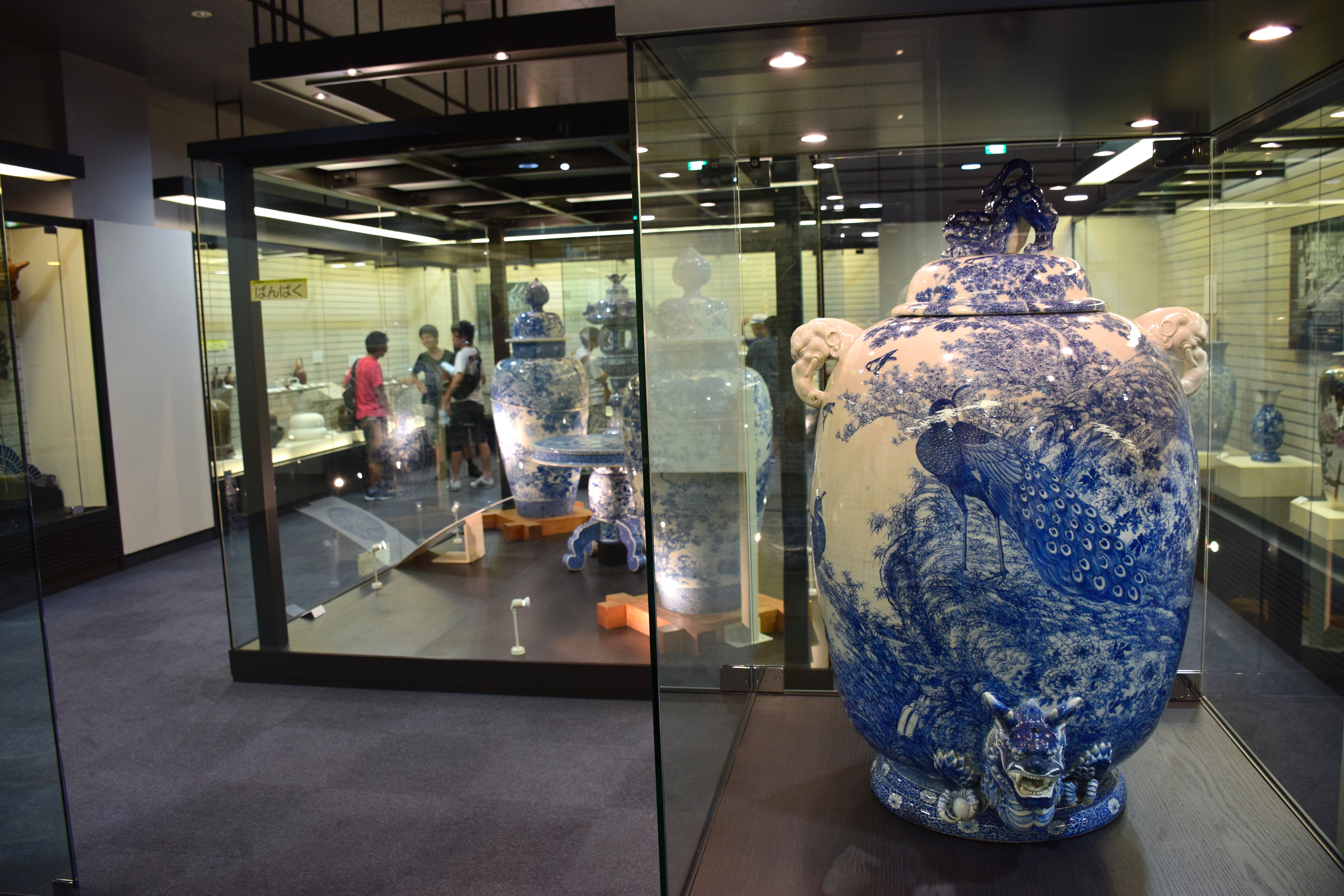
Im Setogura-Museum

Seto-Keramik (japanisch 瀬戸焼, Seto-yaki) ist die allgemeine Bezeichnung für japanische Keramikprodukte, die hauptsächlich in Seto in der Präfektur Aichi hergestellt werden. Sie ist eine der Sechs alten Brennöfen(stätten) („Rokkoyō“). Die Seto-Keramik macht etwa die Hälfte der Keramikproduktion aus und ist damit das größte Zentrum der Keramikproduktion in Japan.

## Übersicht
Die Seto-Keramik der Kamakura (1185–1333)- und der Muromachi-Zeit (1333–1568) wird gewöhnlich als „Altes Seto“ (古瀬戸; Ko-seto) bezeichnet. Das 14. Jahrhundert war die beste Zeit für die Seto-Brennöfen. Als dekorative Techniken entwickelte man gestempelte, gekerbte oder gestriegelte Muster. Man benutzte eine feinere, gleichmäßigere Glasur mit leichtem Grünton.
Die generelle Produktion von Eisen-Glasuren begann im 20. Jahrhundert. Aber bereits im 15. Jahrhundert gelang es den Seto-Töpfern, eine schöne dunkle, eisenbraune Glasur herzustellen. Die meisten Produkte des 15. und 16. Jahrhunderts waren für den Haushaltsgebrauch. Man stellte elegante Utensilien für die Tee-Zeremonie her. Die Asche-glasierten Keramiken dieser Zeit waren von tiefgrüner Farbe.
Während der Muromachi-Zeit war Mino in der heutigen Präfektur Gifu die bedeutendste Stätte für Keramik. In der frühen Edo-Zeit (1600–1886) kam es dann zum Wiederaufstieg der Seto-Gegend, und in der späten Edo-Zeit wurde Seto auch bekannt für sein Porzellan. Nach der Meiji-Restauration 1868 wurden westliche Keramik-Techniken eingeführt. Das führte zu einer solchen Dominanz, dass „Seto-mono“ (瀬戸物), etwa „Seto-Ware“, der generische Terminus für Haushalts-Keramik wurde.

## Bilder

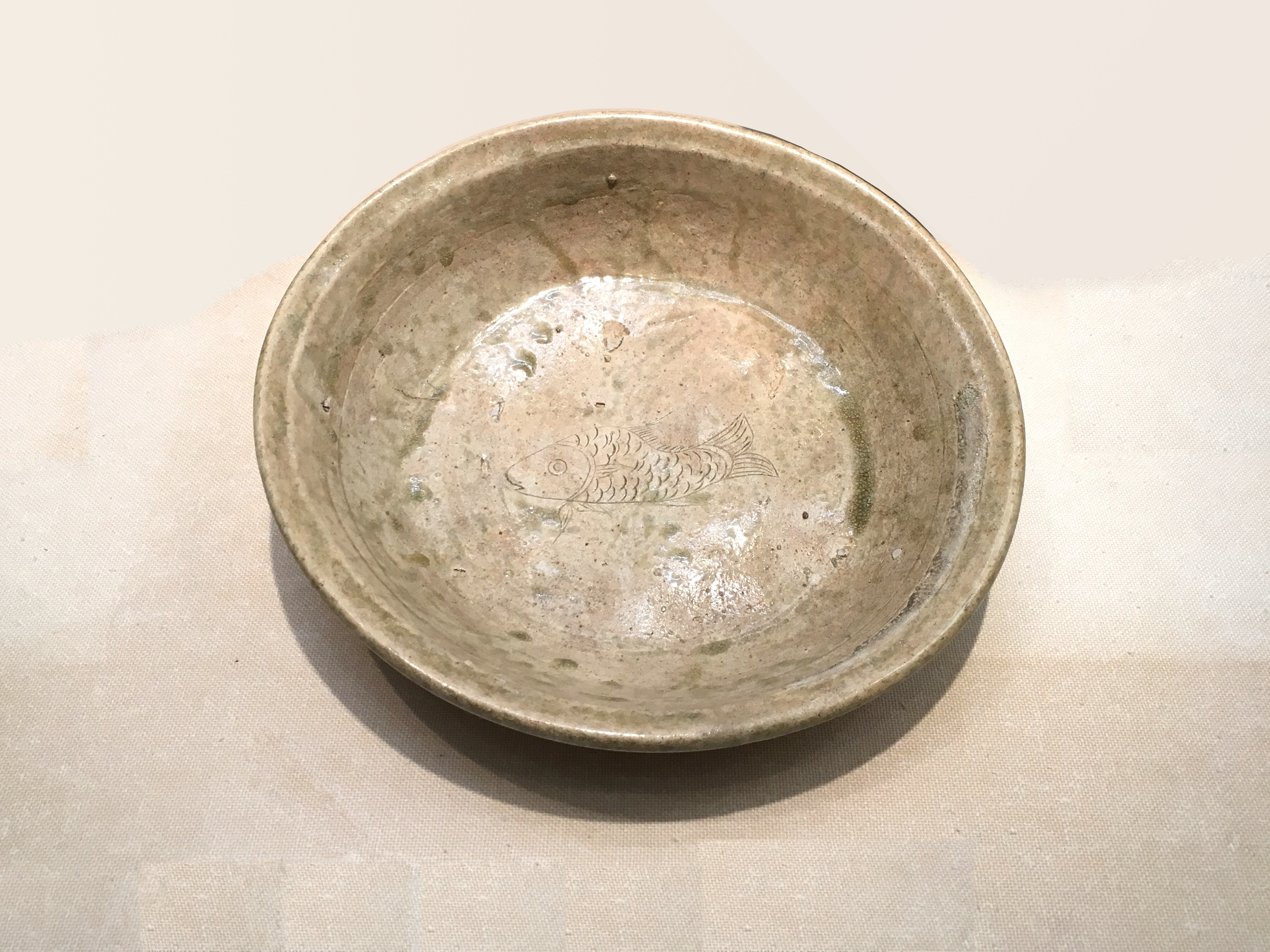
Aus der Kamakura-Zeit
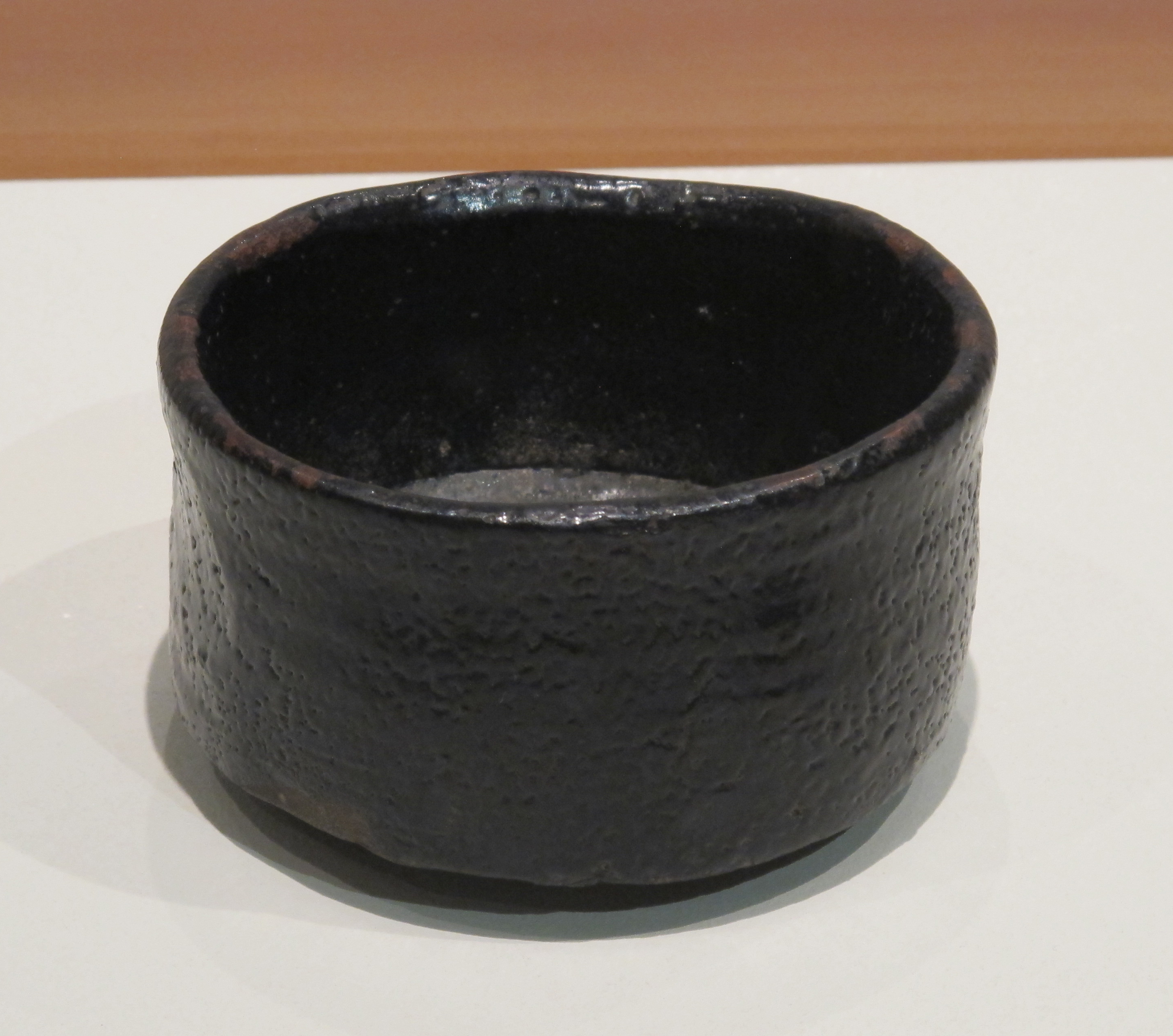
Teeschale, Muromachi-Zeit
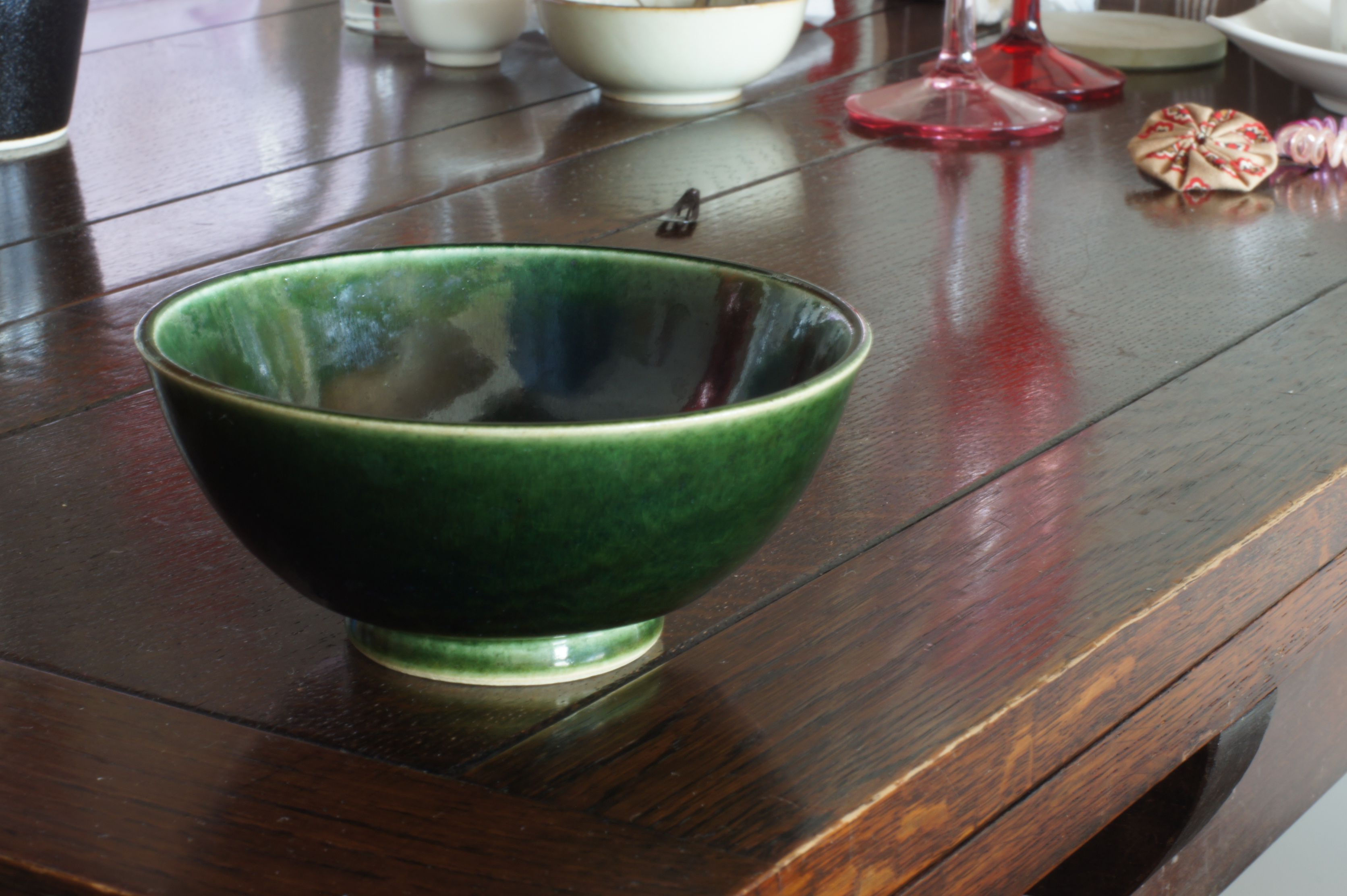
Schale, ohne Dekoration
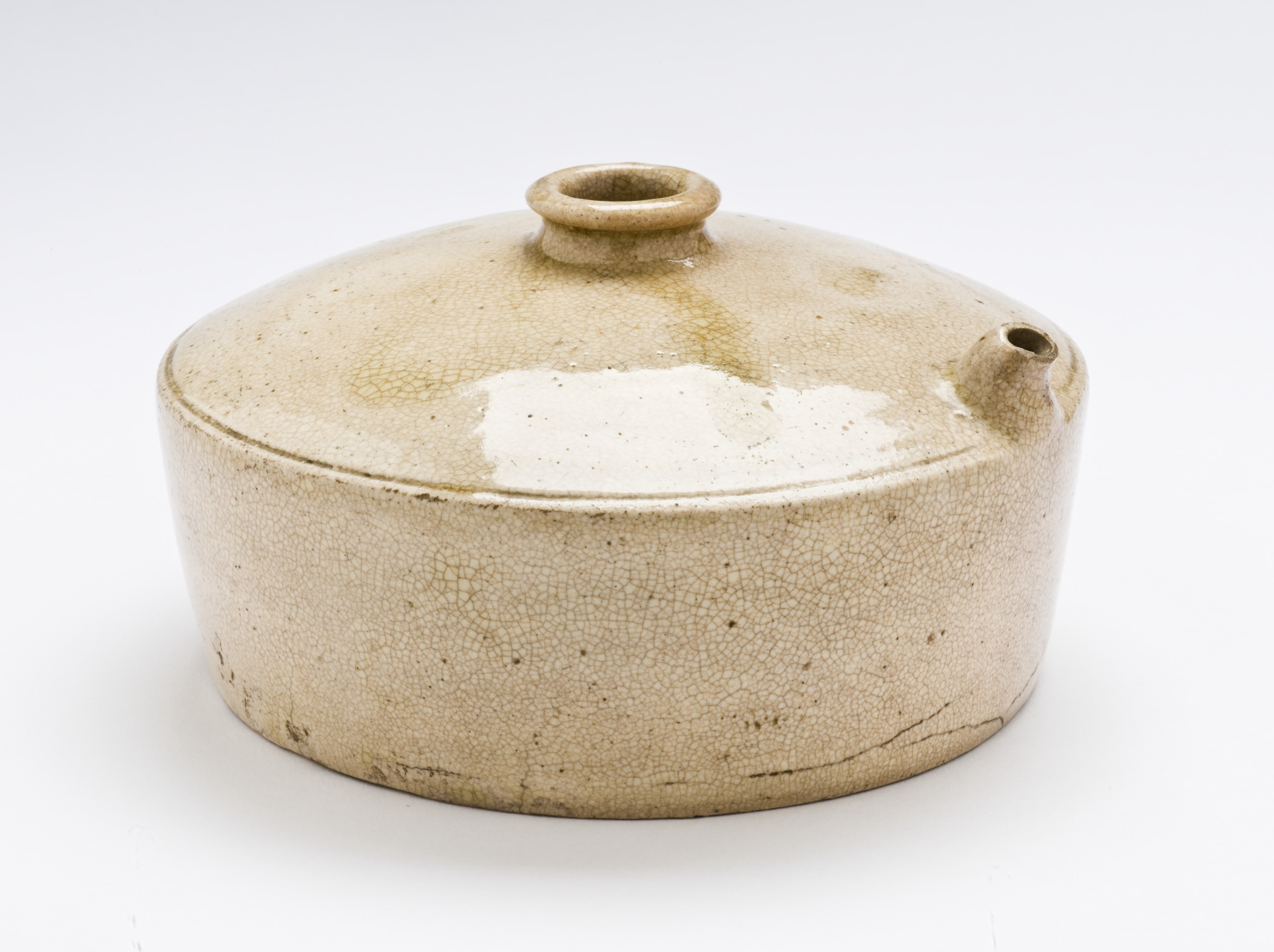
Sake-Gefäß, Edo-Zeit
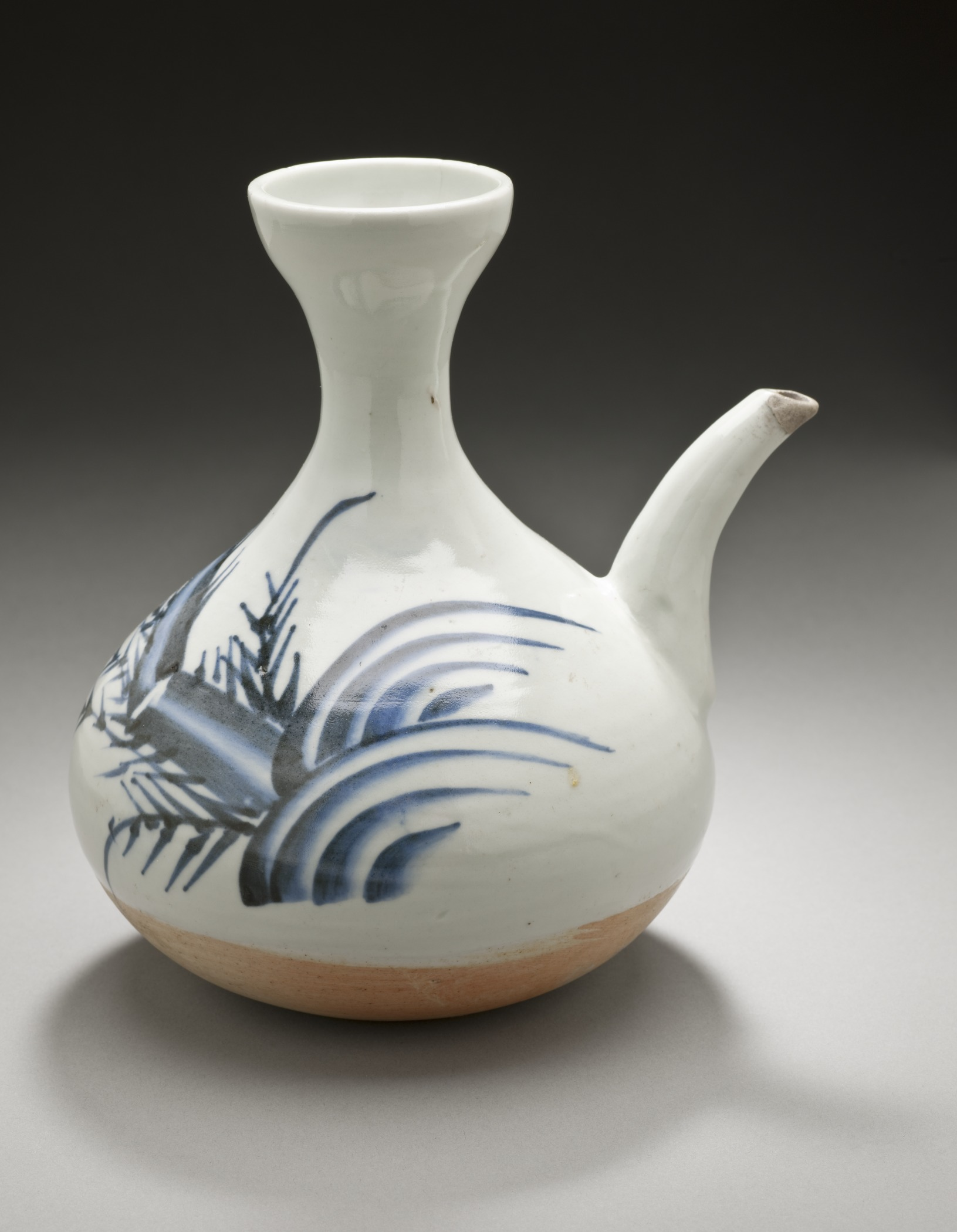
Sake-Gefäß, Meiji-Zeit